# 科学漫画サバイバルシリーズ
『科学漫画サバイバルシリーズ』（かがくまんがサバイバルシリーズ、朝: 살아남기）は、韓国のアイセウム社から出版されている学習漫画のシリーズ。
韓国内外で発売されており、2011年の時点では韓国だけでも100万部を突破するベストセラーとなった。日本では2008年2月より朝日新聞出版から発行されており、口コミから人気が広まった。2024年9月時点で日本国内でのシリーズ累計発行部数は1450万部を、同年6月時点で世界でのシリーズ累計発行部数は3500万部をそれぞれ突破している。
後述の姉妹シリーズについても本項で扱う。

## 特徴
オールカラー漫画。B5変判並製。いずれの作品も厳しい状況でのサバイバルを題材としつつも、下ネタなどを織り込むなどして子どもが読みやすい工夫がなされている。ページの途中で生物や自然の紹介などが書いてある。HANA韓国語教育研究会、WASEDA Intel R.などが翻訳している。

## 登場人物
ジオ
主人公の少年。通称「サバイバルの達人」。体力も精神力もすぐれており、危機に直面するたびに実力を発揮する。どんなピンチにも希望をわすれず、非常にポジティブである。これまで数多くのサバイバルをしてきたため、サバイバル能力は高いが、勉強は苦手な傾向にある。正義感が強い。運動神経もよい。
ピピ
先住民の少女。食いしんぼうなジャングルで育った少女。「新型ウイルスのサバイバル」でジオと会い、親友になる。仲間思いの性格だが、乗り物酔いや、方向音痴が弱点。何日風呂に入っていなくても気にしない。ケイによく懐く。
ケイ
医大生。極度の潔癖症。冷静沈着で、ノウ博士の助手を務める。
ノウ博士
初老の博士。医学教授兼大学教授。甘党。自称「天才発明家」。
末っ子の妹ドクター・フォレットがいる。

## 作品一覧[5]
| 作品名                         | 文作者                    | 絵作者                      | 発売期間                | 巻数 |
| ------------------------------ | ------------------------- | --------------------------- | ----------------------- | ---- |
| 無人島のサバイバル             | 崔 徳熙（チェドッキ）     | 姜 境孝（カンキョンヒョ）   | 2008年2月               | 1    |
| 昆虫世界のサバイバル           | 洪 在徹（ホンジェチョル） | 李 泰虎（イテホ）           | 2008年2月 - 2008年8月   | 3    |
| 恐竜世界のサバイバル           | 洪 在徹（ホンジェチョル） | 李 泰虎（イテホ）           | 2008年2月 - 2008年5月   | 2    |
| アマゾンのサバイバル           | 崔 徳熙（チェドッキ）     | 姜 境孝（カンキョンヒョ）   | 2008年5月               | 1    |
| 砂漠のサバイバル               | 崔 徳熙（チェドッキ）     | 姜 境孝（カンキョンヒョ）   | 2008年8月               | 1    |
| 地震のサバイバル               | 洪 在徹（ホンジェチョル） | 文 情厚（ムンジョンフ）     | 2008年8月               | 1    |
| 氷河のサバイバル               | 崔 徳熙（チェドッキ）     | 姜 境孝（カンキョンヒョ）   | 2008年12月              | 1    |
| 宇宙のサバイバル               | 洪 在徹（ホンジェチョル） | 李 泰虎（イテホ）           | 2008年12月 - 2009年7月  | 3    |
| サバンナのサバイバル           | 洪 在徹（ホンジェチョル） | 鄭 俊圭（ジョンジュンギュ） | 2009年3月               | 1    |
| 海のサバイバル                 | 洪 在徹（ホンジェチョル） | 鄭 俊圭（ジョンジュンギュ） | 2009年7月               | 1    |
| 火山のサバイバル               | 洪 在徹（ホンジェチョル） | 鄭 俊圭（ジョンジュンギュ） | 2009年10月              | 1    |
| 新型ウイルスのサバイバル       | ゴムドリco.               | 韓 賢東（ハンヒョンドン）   | 2009年10月 - 2010年1月  | 2    |
| 南極のサバイバル               | 洪 在徹（ホンジェチョル） | 文 情厚（ムンジョンフ）     | 2010年1月               | 1    |
| 山のサバイバル                 | 洪 在徹（ホンジェチョル） | 文 情厚（ムンジョンフ）     | 2010年4月               | 1    |
| 異常気象のサバイバル           | ゴムドリco.               | 韓 賢東（ハンヒョンドン）   | 2010年4月 - 2010年7月   | 2    |
| 洞窟のサバイバル               | 洪 在徹（ホンジェチョル） | 文 情厚（ムンジョンフ）     | 2010年7月               | 1    |
| 人体のサバイバル               | ゴムドリco.               | 韓 賢東（ハンヒョンドン）   | 2010年10月 - 2011年3月  | 3    |
| 干潟のサバイバル               | ゴムドリco.               | 韓 賢東（ハンヒョンドン）   | 2011年7月 - 2011年10月  | 2    |
| 深海のサバイバル               | ゴムドリco.               | 韓 賢東（ハンヒョンドン）   | 2012年1月               | 1    |
| 極寒のサバイバル               | 洪 在徹（ホンジェチョル） | 鄭 俊圭（ジョンジュンギュ） | 2012年3月               | 1    |
| 自然史ミュージアムのサバイバル | ゴムドリco.               | 韓 賢東（ハンヒョンドン）   | 2012年3月 - 2012年7月   | 2    |
| ロボット世界のサバイバル       | 金 政郁（キムジョンウォ） | 韓 賢東（ハンヒョンドン）   | 2012年10月 - 2013年3月  | 3    |
| 原子力のサバイバル             | ゴムドリco.               | 韓 賢東（ハンヒョンドン）   | 2013年7月 - 2013年10月  | 2    |
| 竜巻のサバイバル               | リメ                      | 韓 賢東（ハンヒョンドン）   | 2014年1月               | 1    |
| エネルギー危機のサバイバル     | ゴムドリco.               | 韓 賢東（ハンヒョンドン）   | 2014年3月 - 2014年7月   | 2    |
| ヒマラヤのサバイバル           | 洪 在徹（ホンジェチョル） | 文 情厚（ムンジョンフ）     | 2014年3月 - 2014年7月   | 2    |
| 台風のサバイバル               | 洪 在徹（ホンジェチョル） | 文 情厚（ムンジョンフ）     | 2014年8月               | 1    |
| 植物世界のサバイバル           | スウィートファクトリー    | 韓 賢東（ハンヒョンドン）   | 2014年10月 - 2014年12月 | 2    |
| アンコール・ワットのサバイバル | 洪 在徹（ホンジェチョル） | 文 情厚（ムンジョンフ）     | 2015年1月 - 2015年4月   | 2    |
| 大気汚染のサバイバル           | スウィートファクトリー    | 韓 賢東（ハンヒョンドン）   | 2015年3月               | 1    |
| ナイトサファリのサバイバル     | ゴムドリco.               | 韓 賢東（ハンヒョンドン）   | 2015年6月 - 2015年10月  | 2    |
| 地中世界のサバイバル           | スウィートファクトリー    | 韓 賢東（ハンヒョンドン）   | 2015年7月 - 2015年12月  | 2    |
| 鳥のサバイバル                 | ゴムトリco.               | 韓 賢東（ハンヒョンドン）   | 2016年2月 - 2016年5月   | 2    |
| 水不足のサバイバル             | スウィートファクトリー    | 韓 賢東（ハンヒョンドン）   | 2016年8月               | 1    |
| 火災のサバイバル               | スウィートファクトリー    | 韓 賢東（ハンヒョンドン）   | 2016年11月              | 1    |
| 湿地生物のサバイバル           | 洪 在徹（ホンジェチョル） | 鄭 俊圭（ジョンジュンギュ） | 2016年11月              | 1    |
| 微生物のサバイバル             | ゴムドリco.               | 韓 賢東（ハンヒョンドン）   | 2017年3月 - 2017年5月   | 2    |
| 激流のサバイバル               | スウィートファクトリー    | 韓 賢東（ハンヒョンドン）   | 2017年7月               | 1    |
| 有害物質のサバイバル           | スウィートファクトリー    | 韓 賢東（ハンヒョンドン）   | 2018年4月               | 1    |
| AIのサバイバル                 | ゴムドリco.               | 韓 賢東（ハンヒョンドン）   | 2018年7月 - 2018年12月  | 2    |
| 寄生虫のサバイバル             | ゴムドリco.               | 韓 賢東（ハンヒョンドン）   | 2019年2月               | 2    |
| アレルギーのサバイバル         | ゴムドリco.               | 韓 賢東（ハンヒョンドン）   | 2019年4月 - 2019年5月   | 2    |
| 飛行機のサバイバル             | ゴムドリco.               | 韓 賢東（ハンヒョンドン）   | 2019年7月 - 2019年12月  | 2    |
| ゴミの島のサバイバル           | ゴムドリco.               | 韓 賢東（ハンヒョンドン）   | 2020年2月               | 1    |
| 水族館のサバイバル             | ゴムドリco.               | 韓 賢東（ハンヒョンドン）   | 2020年7月 - 2020年10月  | 2    |
| 超高層ビルのサバイバル         | ポップコーンストーリー    | 韓 賢東（ハンヒョンドン）   | 2020年12月- 2021年2月   | 2    |
| 山火事のサバイバル             | ポドアルチング            | 韓 賢東（ハンヒョンドン）   | 2021年7月- 2021年10月   | 2    |
| 地下鉄のサバイバル             | ゴムドリco.               | 韓 賢東（ハンヒョンドン）   | 2021年12月- 2022年2月   | 2    |
| 食糧危機のサバイバル           | ゴムドリco.               | 韓 賢東（ハンヒョンドン）   | 2022年7月               | 1    |
| トンネルのサバイバル           | パク・ソンイ              | 韓 賢東（ハンヒョンドン）   | 2022年10月              | 1    |
| テーマパークのサバイバル       | ポドアルチング            | 韓 賢東（ハンヒョンドン）   | 2022年12月              | 1    |
| 大雪のサバイバル               | ポドアルチング            | 韓 賢東（ハンヒョンドン）   | 2023年2月               | 1    |
| 水害のサバイバル               | パク・ソンイ              | 韓 賢東（ハンヒョンドン）   | 2023年6月               | 1    |
| 昆虫世界のサバイバル【改訂版】 | 洪 在徹（ホンジェチョル） | もとじろう                  | 2023年7月               | 3    |
| 恐竜世界のサバイバル【改訂版】 | 洪 在徹（ホンジェチョル） | 相馬 哲也                   | 2023年10月- 2023年11月  | 2    |
| 下水道のサバイバル             | ポドアルチング            | 韓 賢東（ハンヒョンドン）   | 2023年12月- 2024年1月   | 2    |
| 海面上昇のサバイバル           | ゴムドリco.               | 韓 賢東（ハンヒョンドン）   | 2024年7月               | 2    |
| 巨大地震のサバイバル           | 洪 在徹（ホンジェチョル） | もとじろう                  | 2024年2月               | 2    |
| 南極のサバイバル【改訂版】     | 洪 在徹（ホンジェチョル） | もとじろう                  | 2024年10月18日          | 1    |
| 月のサバイバル                 | 洪 在徹（ホンジェチョル） | 吉田 健二                   | 2024年12月6日           | 1    |
| AIロボット世界のサバイバル     | ゴムトリco.               | 韓 賢東（ハンヒョンドン）   | 2025年5月30日           |      |

## 姉妹シリーズ
実験対決シリーズ
サバイバルシリーズから派生したシリーズ。
実験で各学校が対決する。
あかつき小学校実験クラブのウジュ（主人公）、ジマン、ラニ、ウォンソをテーマに描かれている。
発明対決シリーズ
サバイバルシリーズから派生したシリーズ。
発明で各学校が対決する。
せり小学校発明クラブBチームのテボム、ユハン、ジェス、アルムをテーマに描かれている。
歴史漫画タイムワープシリーズ
歴史を題材とした日本版オリジナルシリーズ。文・作画共に日本のスタッフにより制作されている。
当初は日本史を扱った「歴史漫画サバイバルシリーズ」のタイトルで刊行され、2017年8月より現シリーズ名へ改題。
2018年12月より世界史編が開始。
ドクターエッグ

## Webアニメ
これまでのシリーズを東映アニメーションがアニメ化し、2019年3月29日に東映アニメーションと本作品それぞれのYouTube公式チャンネルでパイロット版映像として公開された。

### 声の出演
- ジオ - 松田颯水
- ピピ - 潘めぐみ
- ケイ - 石田彰
- ノウ博士 - 岩崎ひろし
- ナレーション - 東地宏樹

### スタッフ
- 企画 - 鷲尾天、須田剛、橋田真琴、上田真美
- 監督 - 古家陽子
- キャラクターデザイン・作画監督 - 北野幸広
- 美術デザイン - 行信三
- 色彩設計 - 足利裕一
- 撮影監督 - 五十嵐慎一
- 編集 - 西村英一
- 録音 - 藤村聡
- 音響効果 - 中島勝大
- オンライン編集 - 東映デジタル・ラボ
- 音楽 - 小高佑
- 音楽協力 - 東映アニメーション音楽出版、ミラクル・バス
- 製作 - 東映アニメーション

## 劇場アニメ
主要キャストはパイロット版と共通で、制作も東映アニメーションが手掛けている。

### 第1作
シリーズ第17弾『人体編』のアニメ化作品『人体のサバイバル！』が2020年7月31日に公開された。同時上映は特撮作品『がんばれいわ!!ロボコン ウララ〜!恋する汁なしタンタンメン!!の巻』『スプリンパン まえへすすもう!』。MX4D版も上映。キャッチコピーは「迷い込んだのは人体の中!?いざ！大冒険の旅へ！」。所長役で竹中直人が声を充てる。

#### スタッフ（第1作）
- 原作 - 「科学漫画サバイバル」シリーズ
- 監督・絵コンテ - 奈須川充
- 脚本 - 村山功
- 音楽 - 吉川慶
- キャラクターデザイン - 横田明美
- 制作担当 - 市川正純
- 編集 - 楫野允史
- 音響監督 - 松田悟
- 音響効果 - 中島勝大
- 美術監督 - 田村せいき
- 色彩設計 - 横井正人
- 撮影監督 - 小町哲
- 医療監修 - 林昇甫
- 制作 - 東映アニメーション、ぎゃろっぷ
- 配給 - 東映

#### 主題歌（第1作）
「約束の地へ」
スターダスト☆レビューによる主題歌。作詞は根本要と寺田正美、作曲は根本要。

### 第2作
『深海のサバイバル！』が2021年8月13日に東映まんがまつりの1作として公開。同時上映は『映画 おしりたんてい スフーレ島のひみつ』『りさいくるずー』（幕間作）。ゲスト声優は、オペレーター役の伊沢拓司、コン博士役の山口勝平。

#### スタッフ（第2作）
- 原作 - 「科学漫画サバイバル」シリーズ
- 監督 - 入好さとる
- 脚本 - 村山功
- 音楽 - 吉川慶
- 監修 - 国立研究開発法人海洋研究開発機構
- 制作 - 東映アニメーション、ぎゃろっぷ
- 配給 - 東映

#### 主題歌（第2作）
「いつだってサバイバル！」
大原ゆい子 with ジオ・ピピ（松田颯水・潘めぐみ）による主題歌。作詞・作曲は大原ゆい子、編曲はmanzo。

## テレビアニメ
『科学×冒険サバイバル!』のタイトルで、第1シーズンが2024年10月5日より2025年3月21日までNHK Eテレにて土曜18時25分から2クール放送された。。2025年4月2日から水曜19時00分から再放送される。また、第2シーズンがNHK Eテレにて2025年10月4日午後6時25分より2クール放送予定。
キャッチフレーズは「絶対にサバイバルしてみせる！」。

### 登場人物（テレビアニメ）
- ジオ - 松田颯水[2]
- ピピ - 潘めぐみ[2]
- ケイ - 石田彰[2]
- ノウ博士 - 岩崎ひろし[2]
- ダイヤ - 小松未可子[2]
- マーレ - 内山夕実[2]
- キュリ - 釘宮理恵[2]
- クオ博士 - 日笠陽子[2]
- ドンギョン - 松岡美里
- ケンジ - 堀江瞬
- ミキ - 大西沙織
- クムボ - こぶしのぶゆき
- ミナ - 高森奈津美
- ジュノ - 山本和臣
- ユジン - 皆川純子
- オーディン社長 - 武虎
- マキナ - 園崎未恵
- シム - 家中宏
- ジュール - 寺崎裕香

### スタッフ（テレビアニメ）
- 原作 - 「科学漫画サバイバル」シリーズ（朝日新聞出版）[8]
- 監督 - 細田雅弘[8]
- シリーズ構成 - 村山功[8]
- キャラクターデザイン - ノー・ギルボ[8]
- 美術監督 - 松宮由美
- 色彩設計 - 箕輪綾美
- 撮影監督 - 赤澤賢二
- 編集 - 中川晶男
- 音響監督 - 松田悟
- 音楽 - 吉川慶[8]
- プロデューサー - 和田慎太郎、髙野星来
- アニメーションプロデューサー - 水田賢治
- アニメーション制作 - ぎゃろっぷ[8]
- 制作 - NHKエンタープライズ[8]
- 制作・著作 - NHK、東映アニメーション[8]

### 主題歌（テレビアニメ）
「ネバネバ」
MORISAKI WINによる第1シーズンオープニングテーマ。作詞はMORISAKI WIN、作曲・編曲はKOSEN。
「survival dAnce」
ジオ（松田颯水）×ダイヤ（小松未可子）による第1シーズンエンディングテーマ。1994年に発表されたtrfの楽曲のカバー。作詞・作曲は小室哲哉、編曲は大竹智之。

### 各話リスト
| 話数   | サブタイトル                    | 脚本          | 絵コンテ        | 演出                               | 作画監督                                                                 | 総作画監督   | 初放送日       |
| ------ | ------------------------------- | ------------- | --------------- | ---------------------------------- | ------------------------------------------------------------------------ | ------------ | -------------- |
| 第1話  | 異常気象のサバイバルその1       | 村山功        | 細田雅弘        | 武藤公春                           | イ・ヨンギュ                                                             | ノー・ギルボ | 2024年 10月5日 |
| 第2話  | 異常気象のサバイバルその2       | 村山功        | 岩田圭太        | キム・ウィジョン                   | チェ・ウンオク カン・ヒョングク シン・ウナ                               | 荏原裕子     | 10月12日       |
| 第3話  | 異常気象のサバイバルその3       | 村山功        | 梅原美勝        | キム・ヨンハ                       | イ・ソンジン カン・ヒョングク キム・ヒョンア チェ・ウンオク              | 荏原裕子     | 10月19日       |
| 第4話  | 昆虫世界のサバイバルその1       | 山下憲一      | 梅原美勝        | キム・ウィジョン                   | キム・ヒョンア シン・ウナ アン・ミンミ ホン・ヒョンスク                  | 荏原裕子     | 10月26日       |
| 第5話  | 昆虫世界のサバイバルその2       | 山下憲一      | 岩田圭太        | 中村憲由                           | 古池敏也 五十嵐俊介 白石悟 飯飼一幸                                      | ノー・ギルボ | 11月2日        |
| 第6話  | 昆虫世界のサバイバルその3       | 山下憲一      | 飯島正勝        | 寺﨑豊                             | パ・ゼ・ソク キム・ボン・ドク ゴ・ユ・イル シン・ソン・ミン              | 荏原裕子     | 11月9日        |
| 第7話  | 新型ウイルスのサバイバルその1   | 村山功        | 細田雅弘        | キム・ウィジョン カン・ジヨン      | キム・ヒョンア チェ・ウンオク アン・ミンミ                               | 荏原裕子     | 11月16日       |
| 第8話  | 新型ウイルスのサバイバルその2   | 村山功        | 岩田圭太        | 粟井重紀                           | 白石悟 孫仁義 約拿単 羊光 高橋こう平                                     | ノー・ギルボ | 11月23日       |
| 第9話  | 新型ウイルスのサバイバルその3   | 村山功        | 髙橋渉          | 武藤公春                           | イ・ヨンギュ                                                             | ノー・ギルボ | 11月30日       |
| 第12話 | AIのサバイバルその1             | ガク カワサキ | 岩田圭太        | 森田侑希                           | 五十嵐俊介 飯飼一幸 高橋紀子 白石悟 南伸一郎                             | ノー・ギルボ | 12月7日        |
| 第13話 | AIのサバイバルその2             | ガク カワサキ | 細田雅弘 寺﨑豊 | イ・ヨングァン オ・ミョンジョン    | キム・ヒョンア キム・ジョンスク パク・ソジョン ソ・ウンジ シン・スジン   | ノー・ギルボ | 12月14日       |
| 第14話 | AIのサバイバルその3             | ガク カワサキ | 岩田圭太        | イ・ヨングァン オ・ミョンジョン    | キム・ヒョンア キム・ジョンスク シン・スジン                             | ノー・ギルボ | 12月21日       |
| 第10話 | 南極のサバイバルその1           | 村山功        | 髙田昌宏        | イ・ヨングァン オ・ミョンジョン    | キム・ヒョンア ホン・ヒョンスク アン・ミンミ シン・ズシン                | 荏原裕子     | 2025年 1月18日 |
| 第11話 | 南極のサバイバルその2           | 村山功        | 櫻井優          | 武藤公春                           | イ・ヨンギュ                                                             | ノー・ギルボ | 1月25日        |
| 第15話 | 恐竜世界のサバイバルその1       | 山下憲一      | 横山健次        | 寺﨑豊                             | パク・ソジョン ソ・ウンジ キム・ジョンスク アン・ミンミ ホン・ヒョンスク | ノー・ギルボ | 2月1日         |
| 第16話 | 恐竜世界のサバイバルその2       | 山下憲一      | 松藤瑛太        | 志水慎一                           | 北島勇樹 江原小百合 薩摩夢                                               | 荏原裕子     | 2月8日         |
| 第17話 | 恐竜世界のサバイバルその3       | 山下憲一      | 松藤瑛太        | イ・ヨングァン                     | パク・ソジョン ソ・ウンジ シン・ズシン キム・ウンジュ シン・ウナ         | ノー・ギルボ | 2月15日        |
| 第18話 | エネルギー危機のサバイバルその1 | 村山功        | 櫻井優          | 芝缶太                             | 五十嵐俊介 高橋紀子 白石悟 飯飼一幸 周                                   | ノー・ギルボ | 2月22日        |
| 第19話 | エネルギー危機のサバイバルその2 | 村山功        | 岩田圭太        | イ・ヨングァン イ・ドンイク        | キム・ジョンスク キム・ヒョンア シン・ウナ ソ・ウンジ キム・ソンジョン   | イ・ヨンギュ | 3月1日         |
| 第20話 | エネルギー危機のサバイバルその3 | 村山功        | 岩田圭太        | 武藤公春                           | イ・ヨンギュ                                                             | ノー・ギルボ | 3月8日         |
| 第21話 | エネルギー危機のサバイバルその4 | 村山功        | 岩田圭太        | イ・ヨングァン イ・ドンイク 寺﨑豊 | キム・ジョンスク キム・ヒョンア シン・ウナ ソ・ウンジ                    | イ・ヨンギュ | 3月15日        |

| NHK Eテレ 土曜 18:25 - 18:50          | NHK Eテレ 土曜 18:25 - 18:50         | NHK Eテレ 土曜 18:25 - 18:50 |
| 前番組                                | 番組名                               | 次番組                       |
| ------------------------------------- | ------------------------------------ | ---------------------------- |
| はたらく細胞!! ※NHK Eテレでは初放送。 | 科学×冒険サバイバル! （第1シーズン） | アン・シャーリー             |